# Erik Grotenfelt

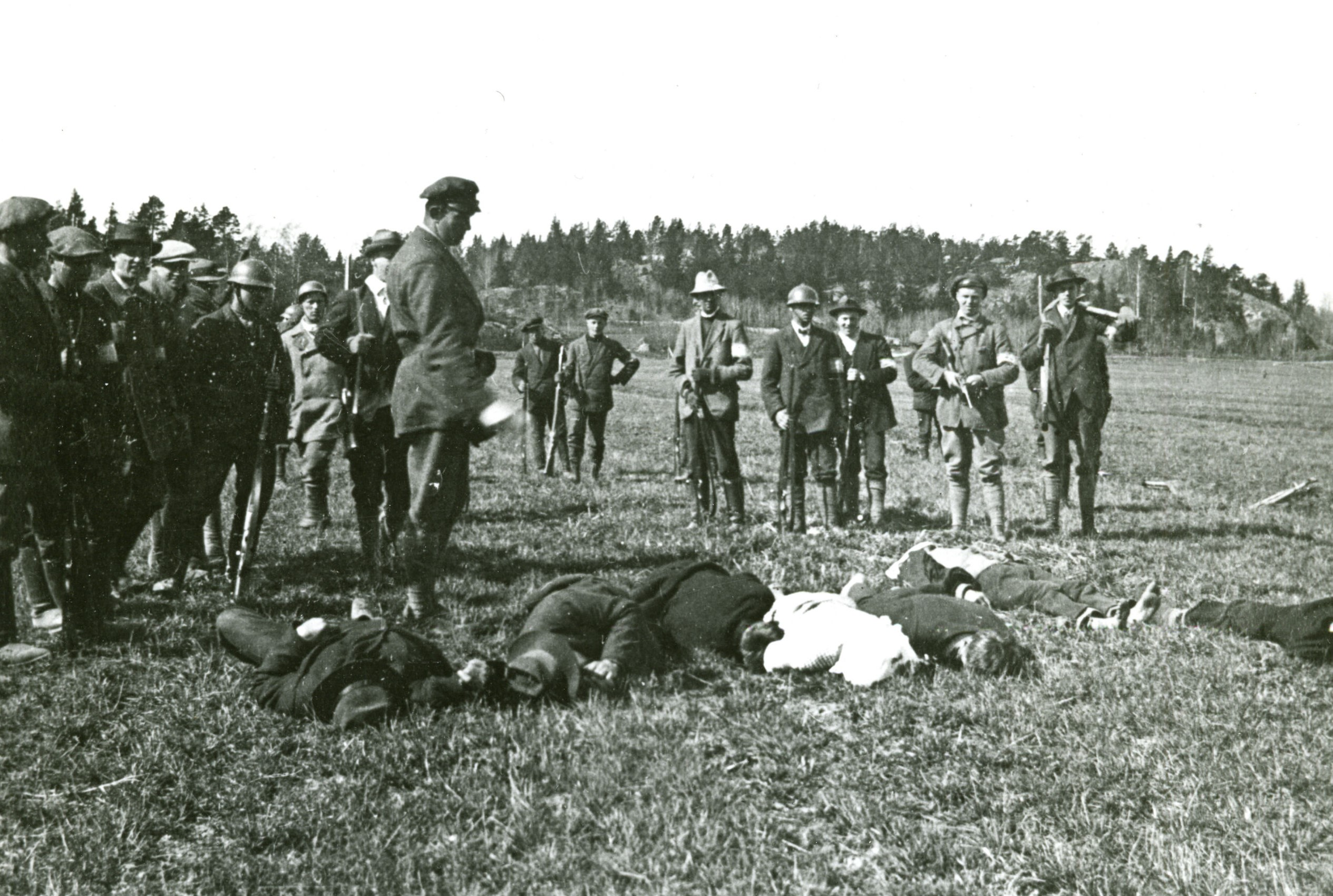
Avrättningarna i Västankvarn, maj 2018

Erik Herman Voldemar Grotenfelt, född 24 juli 1891 i Viborgs landskommun, död 3 april 1919 i Helsingfors, var en finländsk författare. Han var son till hovrättsrådet Berndt Julius Grotenfelt och Aline Söderhjelm.
Erik Grotenfelt avlade studentexamen vid Nya svenska läroverket 1909 och blev filosofie kandidat 1913 samt filosofie magister 1914. Han tjänstgjorde som jägare 1915. Han arbetade som redaktör och teaterkritiker för Dagens Press från 1916 och för Svenska Tidningen från 1917.
Grotenfelt utgav två diktsamlingar: Dikter (Borgå 1914) och Det röda vinets barn (Helsingfors 1915). Han skrev även romanerna Bengt Walters lycka (Helsingfors 1916) och Det nya fosterlandet (Borgå 1917). Med hela styrkan i sitt intensiva temperament kastade sig Grotenfelt in i självständighetskampen i Finland, för vilken han litterärt verkade genom krigsöversikter och politiska artiklar, i urval utgivna under titeln En pennas strid (1919). Han fungerade som domare för avrättningarna i Västankvarn, där inemot 70 anklagade röda avrättades. Vissa av dessa arkebuseringar verkställde Grotenfelt själv. Han begick självmord den 3 april 1919.

## Verk
- Dikter (1914)
- Det röda vinets barn (1915)
- Bengt Walters’ lycka (1916)
- Det nya fosterlandet (1917)
- En pennas strid (1919)
- Valda dikter (1919)
- Ätten Grotenfelt: Anteckningar för släkten (1917)[2]